# عمرشال (شوي بانة)
عمرشال (بالفارسية: عمرشال) هي قرية تقع في إيران في البلدة المركزية. يقدر عدد سكانها بـ 205 نسمة بحسب إحصاء 2016.